# Dehio Graz 1979
Das Dehio-Handbuch – Die Kunstdenkmäler Österreichs – Graz erschien 1979 als dritter Band in der vom Bundesdenkmalamt 1976 begonnenen neuen österreichischen Dehio-Serie. 1982 folgte zur Steiermark der Dehio Steiermark (ohne Graz).

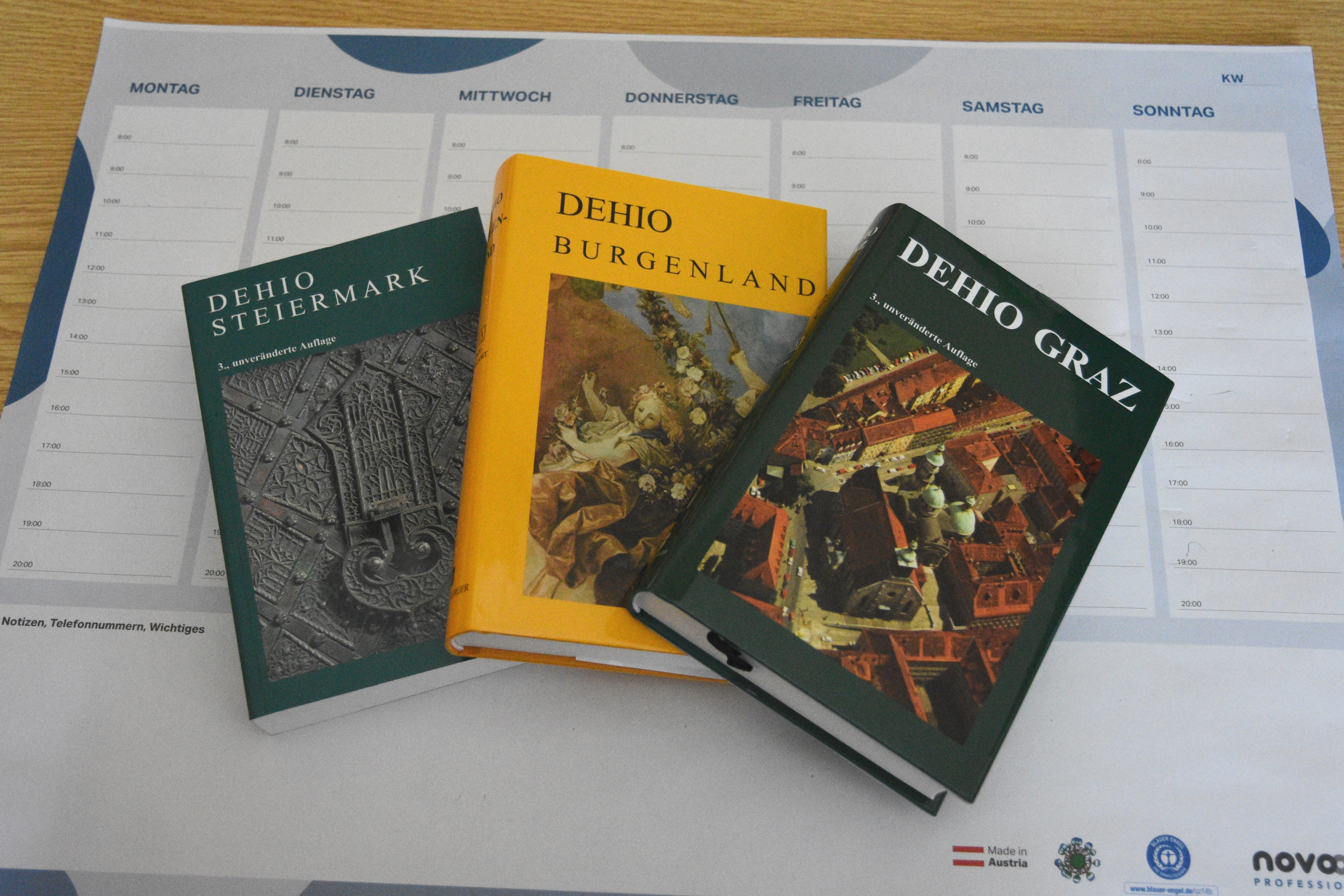
Dehio Auswahl BDA

## Allgemeines
Das Handbuch verzeichnet Denkmäler im Sinne des § 1 des Denkmalschutzgesetzes – also unbewegliche und bewegliche Gegenstände von geschichtlicher, künstlerischer und sonstiger kultureller Bedeutung –, allerdings unabhängig von einem öffentlichen Interesse an der Erhaltung. Einerseits ist der Dehio ein Hilfsmittel der Denkmalforschung, andererseits ein Kunstführer, als der er auch eine Wertschätzung für die Kunst- und Kulturdenkmäler in die Breite tragen soll.
Die 850-Jahr-Feier der Stadt Graz war der Anlass, die Stadt aus dem in Vorbereitung befindlichen Dehio zur Steiermark herauszulösen und selbständig zu veröffentlichen. Ein verdienstvoller Führer zu Graz wurde 1910 von Walter von Semetkowski veröffentlicht, welcher 1971 in einer 7. Auflage erschien. Der Teil zu Graz hatte im 1960 verbesserten Dehio Steiermark 1956 einen Umfang von 66 Seiten, welcher von Eduard Andorfer verfasst wurde.
Horst Schweigert hat 1974 mit der Bestandsaufnahme zur architektonischen Substanz der Stadt Graz begonnen und sie im August 1978 abgeschlossen. Neben dem Bestand von Andorfer wurde Burgen und Schlösser von Herwig Ebner und die Werke von Rochus Kohlbach und Kunst und Künstler in der Steiermark von Rudolf List verwendet.

## Nennungen
- Dehio-Handbuch. Die Kunstdenkmäler Österreichs. Graz. Graz zum 850jährigem Stadtjubiläum, Bearbeitet von Horst Schweigert. Verlag Ferdinand Berger & Söhne Ges.m.b.H., Horn/Wien 1979, ISBN 978-3-85028-401-1.